# Indicador dorsibrú
L'indicador dorsibrú (Prodotiscus regulus) és una espècie d'ocell de la família dels indicatòrids (Indicatoridae) que habita sabanes, bosc miombo i boscos clars, localment a Camerun, Nigèria i la República Centreafricana, i des d'Angola, sud-est de la República Democràtica del Congo, Ruanda, Uganda, el Sudan, oest i centre d'Etiòpia i centre i sud de Kenya, Tanzània, Zàmbia, Malawi, Moçambic i Zimbàbue, fins al nord-est de Namíbia, nord i est de Botswana i est de Sud-àfrica.